# Aristo (Mosaizist)

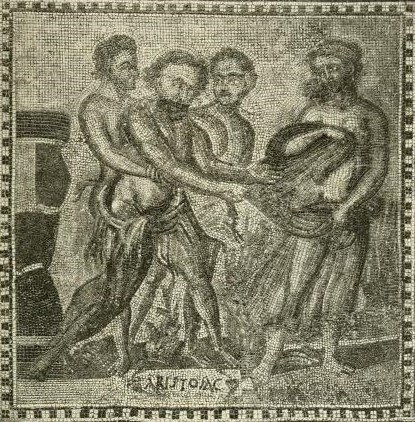
Mosaik des Aristo, Original mit späteren Ergänzungen, Berlin, Antikensammlung, Inventarnr. Mos. 5 (Schwarzweißfoto aus dem Jahr 1886)

Aristo (griechisch Ariston) war ein antiker römischer Mosaizist (Mosaikkünstler). Er wirkte im 2. Jahrhundert n. Chr.
Aristo ist nur durch seine Signatur („ARISTO FAC[iebat]“ = „Aristo hat es gemacht“) auf einem 1823 beim 4. Meilenstein an der Via Appia in Rom gefundenen Mosaik bekannt. Das Mosaik wurde in einem Komplex gefunden, der wohl die Badeanlagen einer Villa beinhaltete. Das Mosaik befindet sich heute in der Berliner Antikensammlung.
Das sehr stark ergänzte Mosaik zeigt vier Personen, von denen drei als Männer erkennbar sind. Von der vierten sind nur die Füße im Original erhalten, deren hellere Farbe aber darauf hindeutet, dass es sich um eine Frau handeln dürfte. Dies wird auch dadurch wahrscheinlich, dass sie offenbar vor den anderen flieht, vor allem dem großen Mann, der von den anderen gestützt werden muss, vielleicht weil er betrunken ist. Dieser versucht ihr das Gewand zu entziehen. Klassischerweise werden die vier Figuren als drei Satyrn gedeutet, die eine Nymphe verfolgen. In dem gehaltenen (betrunkenen?) Mann könnte auch Herakles dargestellt sein.
Das Mosaik ist nach der Schreibweise der Inschrift und der Behandlung der Farben, die nicht voll ausgeführt wurden, zunächst in die 1. Hälfte des 3. Jahrhunderts datiert worden. Es wird heute jedoch ins 2. Jahrhundert datiert.
Am gleichen Fundort wie das Mosaik mit der Signatur des Aristo wurde ein Mosaik mit der Darstellung eines Apollonkopfes gefunden, das mit einer Inschrift versehen war, die einen Mann namens Titus Flavius nennt. Dieser war entweder ebenfalls ein Mosaizist oder aber der Villenbesitzer. Dieses Mosaik ist heute verschollen.